# Weißbach (Grabenbach)
Der Weißbach entspringt in Bayern am Nordhang des Dreisesselbergs, der zum Gebirgsstock des Lattengebirges gehört. Seine Quelle liegt in etwa 900 m ü. NN. Er durchfließt die sog. Weißbachschlucht zwischen Hochplatte (911 Meter) und Lattenberg (909 Meter) und fließt nordöstlich von Bad Reichenhall in den Grabenbach ein, der kurz darauf in die Saalach mündet.
Der Weißbach wird allgemein als Gebirgsbach eingestuft, ist aber seit etwa 1910 im Zuge einer Wildbachverbauung fast vollständig mit Geröllsperren / Sohlgurten gezähmt worden. Im oberen Lauf besitzt er Trinkwasserqualität. Der Name wird 788 als "Wizinpach" erstmals erwähnt. Der helle Kalkgesteinsschotter vom Lattengebirge auf seinem Grund hat dem Bach seinen Namen eingetragen.
Im 15. und 16. Jahrhundert kam der Trend des Brotbackens im Gmainer Raum auf, der Weißbach stellte hier ein förmliches Eldorado für Mühlen dar. Die wichtigsten auf bayerischem Territorium sind die Strohmühle und die Obermühle, auf Salzburger Gebiet bleiben die zenonische Bindermühle und die Ehemühle am Meierhof zu nennen – letztere war sozusagen die Hofmühle der Plainburg. Im Dorf Weißbach (bei Marzoll-Bad Reichenhall), das nach dem durchfließenden Gewässer benannt ist, gab es drei Mühlen: Die Obermühle (Ersterwähnung 1415, seit 1872 Gasthaus), die Mittermühle (seit 1350, 1961 abgebrochen) und die Poschen- oder Untermühle (seit 1348)
Von etwa 1860 bis zum 31. Dezember 1909 wurde die Wasserkraft auch zum Betrieb der Cementfabrik Hartmann im Leopoldstal verwendet.
Streckenweise stellt er die Grenze zwischen Großgmain (Österreich) und Bayerisch Gmain (Deutschland) dar.